# علم القدس الإسرائيلي
العلم البلدي للقدس هو علم اُعتُمِد في تصميمه على علم إسرائيل. يتميز بخطين أزرقين أفقيين للإشارة إلى التاليت (شال الصلاة اليهودي). في المركز يوجد شعار بلدية القدس، ويتكون هذا الأخير من درع وأسد يهوذا متراكب على خلفية منمقة تُمثِّل حائط البراق (المبكى)، مُحاطةٍ في جوانبها بأغضان زيتون. تُشير كلمة ירושלים فوق الدرع (أي أورشليم) إلى الاسم العبري للقدس. في بعض الأحيان، يُستخدَم البديل الرأسي خلال الوظائف الاحتفالية.
اُعتُمِد العلم في عام 1949 في أعقاب المسابقة التي عقدتها حكومة بلدية القدس، التي أنشأتها إسرائيل (في الجزء الغربي من المدينة). واُعتُمِد «علم القدس الموحدة» في أعقاب حرب الأيام الستة عام 1967.